# Mathurin Kamdem
Pour les articles homonymes, voir Kamdem.
Mathurin Jidjouc Kamdem, est un homme d'affaires camerounais, fondateur de Craft Contractors et de Craft development. Il est aussi le promoteur du Douala Grand Mall et du futur Business Park attenant à travers DRCC.

## Biographie

### Débuts et formation
Mathurin Kamdem est né en 1964 à Douala au Cameroun, de parents originaires de l'ouest Cameroun.
Il est ingénieur en génie civil diplômé de l’école des hautes études d’ingénieur (HEI) à Lille et titulaire d’un MBA de l’ESCP Paris.

### Carrière
En 1989, il commence sa carrière au sein de Bouygues Construction, où il va rester 23 ans et superviser des projets de construction tels le Four Season Georges V, le Park Hyatt à Paris, des aéroports, stades et pipelines.
Au cours de ses 23 années chez Bouygues, il passera 12 ans en France, 3 ans au Cameroun où il est représentant de Bouygues dans la coentreprise qui construit le pipeline Tchad - Cameroun et 8 ans en Guinée Équatoriale et sera Directeur de la filiale locale du Groupe avec un chiffre d’affaires de 200 millions de dollars. 
| Vidéo externe | |
|               | Mathurin Kamdem, Promoteur du Douala Grand Mall raconte en exclu son histoire • 19 déc. 2020 • Sun Plus TV |

En 2010, il quitte son poste de directeur de la filiale de Bouygues à Bata en Guinée Equatorial et fonde en 2012 Craft Contractors et Craft Development au Camerounqui deviennent des vaisseaux de projets, notamment de construction.
En 2017, par un accord de coentreprise avec le fonds d’investissement britannique Actis, il crée DRCC (Douala Retail and Convention Center) pour superviser la construction du Douala Grand Mall et le Business Park attenant près de l’aéroport de Douala. Le plus grand centre commercial d’Afrique Centrale sur 18,000 m2 comprenant un complexe hôtelier, un centre commercial, des salles de cinéma, … pour un budget de 80 milliards de FCFA.